# Galgó község
Galgó község (románul: Comuna Gâlgău) község Szilágy megyében, Romániában. Központja Galgó, beosztott falvai Csicsókápolna, Döbörcsény, Közfalu, Kőfrinkfalva, Nagyborszó, Oláhfodorháza, Szamossósmező, Vlegyászatanya.

## Népessége
A 2011-es népszámlálás adatai alapján a község népessége 2456 fő volt.